# 1913 a vasúti közlekedésben
Ez a szócikk a 1913-ban történt vasúti eseményeket mutatja be.

## Események Magyarországon
- január 1. - Megindul a forgalom a Budapest–Rákosszentmihály–Rákospalota HÉV vonalán.[1]
- szeptember 13. - Budapesten egy mozdony elüt egy omnibuszt. Három halott, hét sebesült.[2]